# Stictidaceae
Stictidaceae Fr. – rodzina grzybów z rzędu Ostropales.

## Systematyka
Pozycja w klasyfikacji według Index FungorumStictidaceae, Ostropales, Ostropomycetidae, Lecanoromycetes, Pezizomycotina, Ascomycota, Fungi.
RodzajeWedług aktualizowanej klasyfikacji Index Fungorum bazującej na Dictionary of the Fungi z rodziny tej w Polsce występują rodzaje:
- Absconditella Vezda 1965 – błończyk
- Petractis Fr. 1845 – skalniczka
- Thelopsis Nyl. 1855 – płodnica
- Topelia P.M. Jørg. & Vezda 1984 – płaszka

Nazwy polskie według W. Fałtynowicza.